# 帕尔哈提·吐尔地
帕尔哈提·吐尔地（1957年8月—），柯尔克孜族，新疆阿克陶人，中国共产党党员，中华人民共和国政治人物，原克孜勒苏柯尔克孜自治州州长、克孜勒苏柯尔克孜自治州人民代表大会常务委员会主任。

## 生平
1957年8月，帕尔哈提·吐尔地出生在新疆维吾尔自治区克孜勒苏柯尔克孜自治州阿克陶县。1973年9月，他在阿克陶县干部农场接受“再教育”。1975年9月，他进入新疆财贸学校财税班学习，1977年10月毕业后分配至阿克陶县税务局工作。1986年12月加入中国共产党。1991年1月转入阿克陶县劳动人事局，出任副局长。1993年5月，他晋升为克孜勒苏柯尔克孜自治州财政局副局长，1998年2月兼任党组书记。2000年2月，他调任地方，出任阿合奇县委副书记、县长。2002年1月，他成为新疆克州州长助理，次年1月成为副州长，2007年1月晋升党委副书记、州长，任期至2016年6月，之后出任克孜勒苏柯尔克孜自治州人民代表大会常务委员会主任。